# Хан, Фрэнк
Фрэнк Хан (англ. Frank Hahn; 26 апреля 1925, Берлин — 29 января 2013, Кембридж) — английский экономист, известный своими исследованиями модели общего экономического равновесия.

## Биография
Родился в 1925 г. в Берлине. В 1931 г. родители переехали в Прагу, в 1938 г. в Англию. Получил степень доктора философии в Лондонской школе экономики в 1951 г. Читал лекции в Бирмингемском и Кембриджском университетах. Профессор Лондонской школы экономики с 1967 по 1972 гг., Кембриджского университета с 1972 по 1992 гг. Затем эмерит в Кембридже.
В экономической науке внёс вклад в развитие теории общего равновесия, теории денег, кейнсианства. Одна из проблем в теории общего равновесия носит его имя (англ. Hahn's Problem). Скончался в Кембридже, после непродолжительной болезни.